# Pawat Chittsawangdee
Pawat Chittsawangdee (tiếng Thái: ภวัต จิตต์สว่างดี; sinh ngày 22 tháng 3 năm 2000, phiên âm: Pha-vát Chít-sa-vang-đi) còn có nghệ danh là Ohm (โอม), là một diễn viên người Thái Lan. Anh được biết đến với vai chính Frame trong Make It Right (2016–2017), vai Than (lớn) trong He's Coming to Me (2019), vai Dew trong phim điện ảnh Dew The Movie (2019) và vai chính Khet trong The Shipper (2020). Mới đây nhất, anh đảm nhận vai chính Pat trong Bad Buddy Series (2021) và vai phụ Tess trong Vice Versa (2022).

## Tiểu sử và học vấn
Ohm sinh ra tại Băng Cốc, Thái Lan. Anh đã hoàn thành chương trình giáo dục phổ thông tại Cao đẳng Assumption. Anh hiện đang theo học bằng cử nhân ngành Điện ảnh và Truyền thông kỹ thuật số tại Ban Đổi mới Truyền thông Xã hội, Đại học Srinakharinwirot.

## Sự nghiệp
Năm 2016, Ohm bước chân vào ngành giải trí với vai diễn đầu tay Frame trong bộ phim truyền hình Make It Right của MCOT HD và tiếp tục thủ vai diễn trên trong phần 2 của bộ phim vào năm 2017. Anh tiếp tục đảm nhận các vai chính trong một số bộ phim truyền hình như Siam 13 Hours, Bangkok Ghost Stories: Rescuer và Beauty Boy: The Series. Trước khi trở thành nghệ sĩ của Idol Factory, anh đã được mời tham gia thử vai cho một bộ phim mới. Sau đó, anh đã nhận lời mời và được chọn để thủ vai Than (lớn) trong He's Coming to Me, đóng với Prachaya Ruangroj (Singto). Đây là vai diễn đầu tiên của anh với tư cách là nghệ sĩ trực thuộc GMMTV.
Năm 2019, anh đóng vai chính Dew trong bộ phim điện ảnh Dew The Movie.
Gần đây nhất, Ohm tham gia thủ vai Pat trong Bad Buddy Series (2021) cùng với người bạn thân lâu năm Korapat Kirdpan (vai Pran) và đạt được nhiều thành công lớn sau khi bộ phim lên sóng.

## Các phim tham gia

### Phim điện ảnh
| Năm  | Tên phim             | Vai  | Ghi chú   | Ref.  |
| ---- | -------------------- | ---- | --------- | ----- |
| 2018 | Cross-Dimension Love |      | Khách mời | [ 7 ] |
| 2019 | Dew The Movie        | Dew  | Vai chính | [ 8 ] |
| 2023 | My Precious          | Tong | Vai phụ   | [ 9 ] |

### Phim truyền hình
| Năm  | Tên phim                       | Vai               | Ghi chú   | Ref.   |
| ---- | ------------------------------ | ----------------- | --------- | ------ |
| 2016 | Make It Right                  | Frame             | Vai chính | [ 10 ] |
| 2016 | War of High School             | Pound             | Vai chính | [ 11 ] |
| 2016 | Haunted                        | Ter               | Vai chính | [ 12 ] |
| 2017 | Make It Right 2                | Frame             | Vai chính | [ 13 ] |
| 2017 | Siam 13 Hours                  | Ick               | Vai chính | [ 2 ]  |
| 2017 | Enough                         |                   | Vai chính | [ 14 ] |
| 2018 | Bangkok Ghost Stories: Rescuer | Frame             | Vai chính |        |
| 2018 | Beauty Boy: The Series         | Pound             | Vai phụ   | [ 15 ] |
| 2019 | He's Coming to Me              | Than              | Vai chính | [ 16 ] |
| 2019 | Make It Live: On The Beach     | Frame             | Khách mời | [ 17 ] |
| 2019 | Blacklist                      | Highlight         | Vai chính | [ 18 ] |
| 2020 | The Shipper                    | Khet              | Vai chính | [ 19 ] |
| 2021 | An Eye for an Eye              | Nawa              | Vai chính | [ 20 ] |
| 2021 | Bad Buddy Series               | Pat               | Vai chính | [ 21 ] |
| 2022 | 10 Years Ticket                | Phukhao           | Vai chính | [ 22 ] |
| 2022 | Vice Versa                     | "Tess" / Thattawa | Vai chính | [ 23 ] |
| 2023 | Double Savage                  | Pakorn            | Vai chính |        |
| 2023 | Oursky2                        | Pat               | Vai chính |        |
| 2023 | Wednesday Club                 | Kong              | Vai chính |        |

### Trong MV
| Năm  | Tên MV                                                                               | Thể hiện        | Vai                         | Ref.   |
| ---- | ------------------------------------------------------------------------------------ | --------------- | --------------------------- | ------ |
| 2021 | จักรวาลที่ฉันต้องการมีแค่เธอ (My Universe is You) Jak Gra Wan Tee Chan Tong Gan Mee Kae Tur | Korapat Kirdpan |                             | [ 24 ] |
| 2021 | แค่เพื่อนมั้ง (Just Friend?)Khae Phuean Mang                                              | Korapat Kirdpan | Pat                         | [ 25 ] |
| 2021 | เพลงที่เพิ่งเขียนจบ (Our Song)                                                            | Korapat Kirdpan | Nhân viên phục vụ khách sạn | [ 26 ] |

## Chuyến lưu diễn
| Năm  | Tên chương trình                                          | Ngày                         | Địa điểm                                     | Tham khảo |
| ---- | --------------------------------------------------------- | ---------------------------- | -------------------------------------------- | --------- |
| 2022 | O-N Friend City Ohm – Nanon (1st Fan Meeting In Thailand) | Ngày 5 tháng 8 năm 2022      | UNION HALL, F6, UNION MALL                   | [ 27 ]    |
| 2022 | Ohm Nanon 1st Fan Meeting in Korea                        | Ngày 29 tháng 10 năm 2022    | Konkuk University New Millennium Hall, Seoul | [ 28 ]    |
| 2022 | Ohm Nanon 1st Fan Meeting in Taipei                       | Ngày 18 tháng 12 năm 2022    | Zepp New Taipei                              |           |
| 2023 | Ohm Nanon 1st Fan Meeting in Manila                       | Ngày 21 tháng 1 năm 2023     | Samsung Hall - SM Aura Premier               |           |
| 2023 | Ohm Nanon 1st Fan Meeting in Vietnam                      | Ngày 18 tháng 2 năm 2023     | Nhà hát Bến Thành, Thành phố Hồ Chí Minh     | [ 29 ]    |
| 2023 | Ohm Nanon 1st Fan Meeting in Hong Kong                    | Ngày 5 tháng 3 năm 2023      | ROTUNDA 2, 3/F, KITEC                        | [ 30 ]    |
| 2023 | Ohm Nanon 1st Fan Meeting in Japan                        | Ngày 11 tháng 3 năm 2023     | Harmony Hall Zama                            | [ 31 ]    |
| 2023 | Love Out Loud (LOL) Fan Fest 2023: LOVOLUTION             | Ngày 24, 25 tháng 6 năm 2023 | Royal Paragon Hall, F5, Siam Paragon         |           |

## Giải thưởng và đề cử
| Indicates non-competitive categories | Cho biết các hạng mục không cạnh tranh |

| Năm  | Giải thưởng                          | Hạng mục                                    | Tác phẩm được đề cử                       | Kết quả   | Ref.   |
| ---- | ------------------------------------ | ------------------------------------------- | ----------------------------------------- | --------- | ------ |
| 2019 | Thailand Master Youth                | Artists, Performers, Singers & Entertainers | —                                         | Đoạt giải | [ 32 ] |
| 2020 | LINE TV Awards                       | Cảnh lãng mạn xuất sắc                      | He's Coming to Me (với Prachaya Ruangroj) | Đoạt giải | [ 33 ] |
| 2020 | 28th Bangkok Critics Assembly Awards | Vai phụ xuất sắc                            | Dew The Movie                             | Đoạt giải | [ 34 ] |
| 2021 | Kazz Awards                          | Num Wai Sai                                 | Bad Buddy Series                          | Đề cử     |        |
| 2022 | Kazz Awards                          | Nam diễn viên trẻ thu hút của năm           | Bad Buddy Series                          | Đoạt giải | [ 35 ] |
| 2022 | Kazz Awards                          | Cảnh quay xuất sắc cùng với Korapat Kirdpan | Bad Buddy Series                          | Đoạt giải | [ 35 ] |
| 2022 | Kazz Awards                          | Diễn viên xuất sắc                          | Bad Buddy Series                          | Đề cử     | [ 35 ] |
| 2022 | Kazz Awards                          | Cặp đôi xuất sắc cùng với Korapat Kirdpan   | Bad Buddy Series                          | Đoạt giải | [ 35 ] |